# Sternocoelis vaucheri
Sternocoelis vaucheri är en skalbaggsart som beskrevs av Lewis 1896. Sternocoelis vaucheri ingår i släktet Sternocoelis och familjen stumpbaggar. Inga underarter finns listade i Catalogue of Life.